# Swoszowice

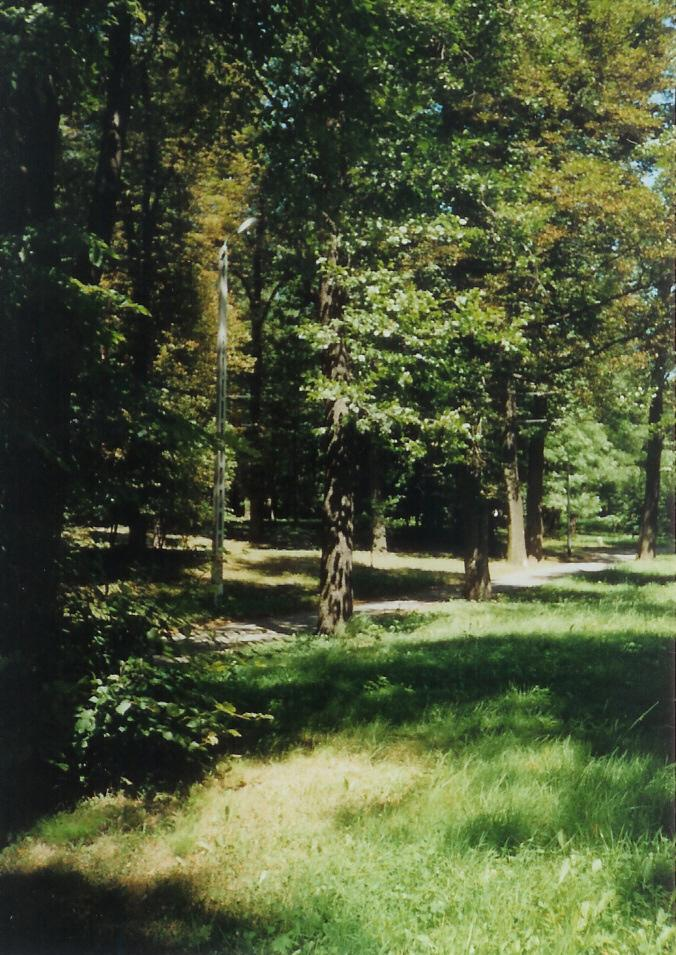
Park uzdrowiskowy w Swoszowicach

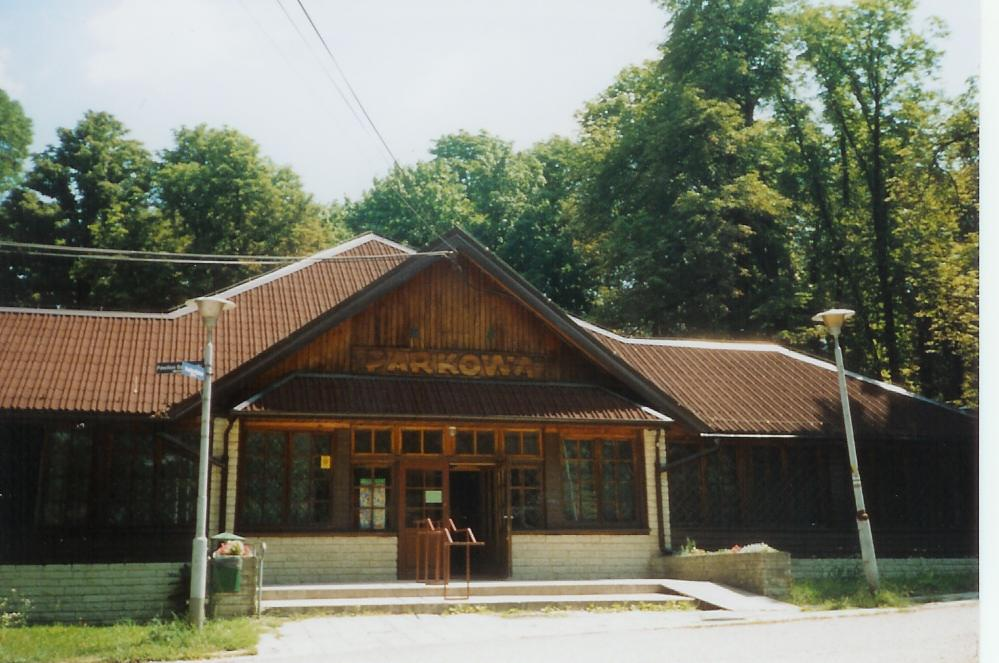
Restauracja Parkowa

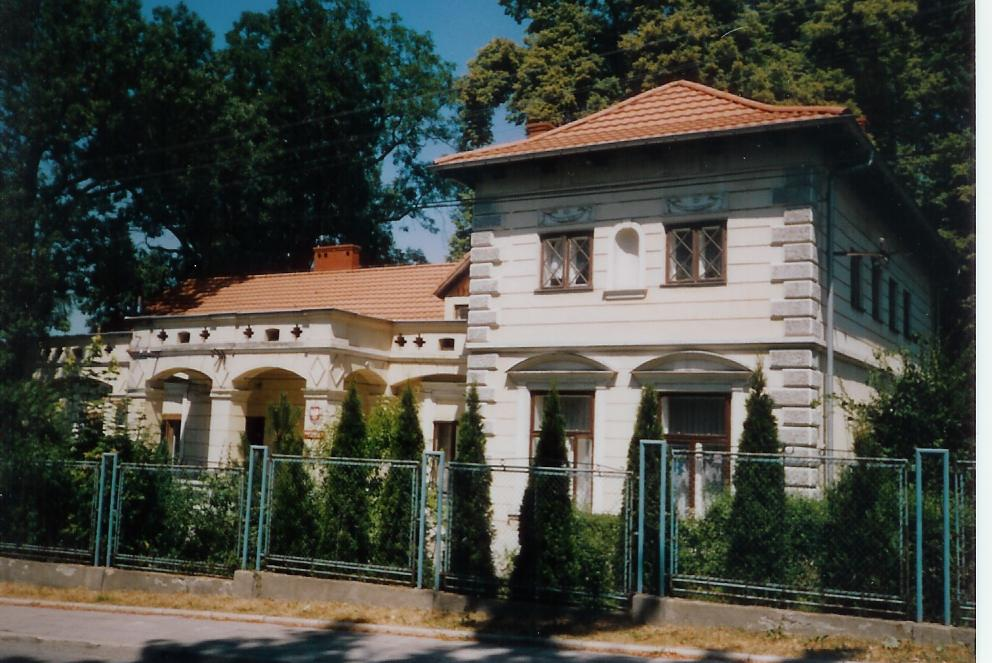
Przedszkole w Swoszowicach

Swoszowice, Osiedle Uzdrowisko Swoszowice – część miasta Krakowa oraz jednostka pomocnicza niższego rzędu wchodząca w skład Dzielnicy X Swoszowice. Obecnie jest jedynym w mieście prawnie wydzielonym osiedlem (nie powoduje to jednak żadnych skutków prawnych oraz nie funkcjonuje w świadomości mieszkańców).
W Swoszowicach znajduje się jedno z najstarszych polskich uzdrowisk.

## Etymologia nazwy
Nazwa wywodzi się od formy osobowej pierwszego założyciela wsi, będącej własnością rycerską – o nazwisku Swosz, de Swoszowic.

## Historia Swoszowic
Pierwsze wzmianki o Swoszowicach pochodzą z Kodeksu Tynieckiego z 12 marca 1362 r. Pierwszym właścicielem był Wojciech de Swoszow (pochodzący ze stanu rycerskiego). W 1422 r. odkryto bogate złoża siarki wtedy też założono pierwsze kopalnie. (Obecnie siarkę wydobywa się tylko do celów leczniczych). Po obecności kopalni zostało jednak wiele pamiątek jak hałdy czy liczne nazwy ulic: Borowinowa, Szybisko czy Siarczanogórska.
Najlepszym okresem dla Swoszowic były lata 1800–1831, gdy dr Feliks Radwański na wykupionych gruntach wybudował Zakład Kąpielowy funkcjonujący do dziś. Uzdrowisko zostało oficjalnie otwarte w 1811 roku. Początkowo uzdrowisko stało się jednym z popularniejszych. Zachwyt ten opadł na chwilę, w czasie powstania listopadowego, ale już w 1859 r. za sprawą dra Józefa Dietla Swoszowice odzyskały dawny blask dzięki budowie w 1875 r. linii kolejowej. W XIX w. Swoszowice były licznie zamieszkiwane przez Żydów, istniały tu także synagogi. Pod koniec XIX w. wybudowano Fort Swoszowice, gdzie obecnie znajduje się ośrodek szkoleniowy.
W czasie okupacji niemieckiej mieszkająca w Szwoszowicach rodzina Trammerów udzieliła pomocy Oldze Mandel i Marii Feldhorn. W 1991 roku Instytut Jad Waszem podjął decyzję o przyznaniu Frydzie Trammer i Auguście Szmelowskiej z d. Trammer tytułu Sprawiedliwych wśród Narodów Świata
Do 1954 roku istniała zbiorowa gmina Swoszowice.
W 1979 r. w Swoszowicach z inicjatywy ks. Stanisława Żaka powstał Dom Księży Chorych im. św. Franciszka z Asyżu.
W 1982 r. ks. kard. Franciszek Macharski erygował w Swoszowicach parafię pw. Opatrzności Bożej, wydzielając ją z parafii pw. Przemienienia Pańskiego w Krakowie-Wróblowicach.
Dnia 26 września 2006 r. obszar Swoszowic stał się pierwszą i jak dotąd jedyną w Krakowie jednostką pomocniczą niższego rzędu funkcjonującą w ramach dzielnicy. Ta jednostka pomocnicza niższego rzędu w ramach Dzielnicy X Swoszowice nosi nazwę Osiedle Uzdrowisko Swoszowice.

## Uzdrowisko w Swoszowicach
Obecnie uzdrowisko zarządzane jest przez spółkę. Na jego terenie znajdują się dwa źródła wody leczniczej Zdrój Główny i Napoleon, które dostarczają unikatowych wód mineralnych bogatych w siarczany, wodór, węgiel, wapń, magnez. Zawartość siarki w wodach klasyfikuje Swoszowice na 5. miejscu na świecie, a 4. w Europie. W uzdrowisku leczy się także schorzenia reumatyczne za pomocą kąpieli z wykorzystaniem wód siarczanych i borowiny. W 2010 roku nastąpiła prywatyzacja Uzdrowiska – STP Investment SA z siedzibą w Bochni kupił większość udziałów Uzdrowiska, w 2014 roku stał się jedynym właścicielem Uzdrowiska Kraków Swoszowice wykupując pozostałe udziały od Skarbu Państwa.
Obszar Swoszowic wynosi ok. 400 ha, zamieszkuje go ok. 3000 osób. W Swoszowicach znajduje się także stadnina koni, sekcja kolarska, korty tenisowe, klub piłkarski Krakus Swoszowice oraz park uzdrowiskowy o powierzchni  7 ha.